# 에쉬윈 머슈란

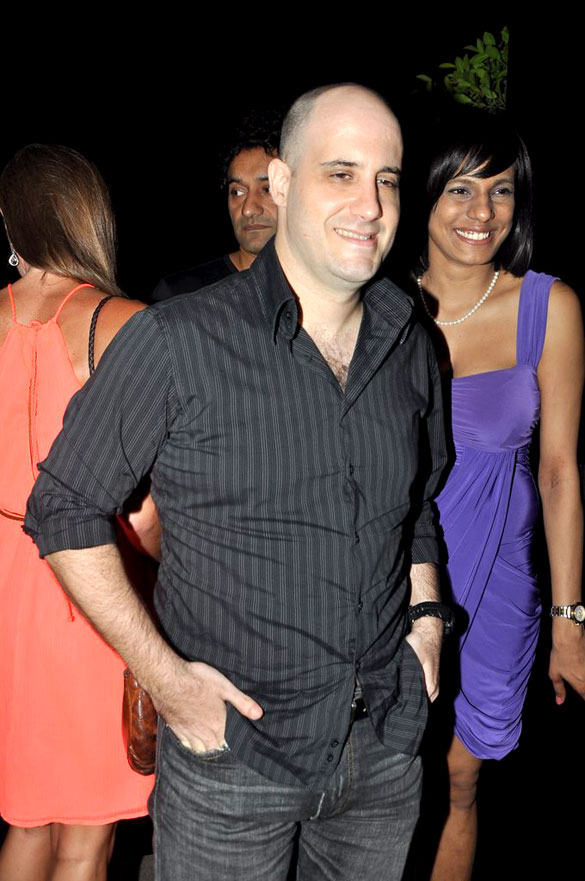

에쉬윈 머슈란(Ashwin Mushran, 1972년 5월 19일 ~ )은 인도의 성우, 배우이다.
뭄바이에서 태어났다.

## 영화
- 아일랜드 시티 (2015년)
- 올웨이즈 까비 까비 (2011년)
- 데시 보이즈 (2011년) - 국방 변호사 역
- 인크레더블 러브 (2009년)
- 패션 (2008년)